# 厚別駅

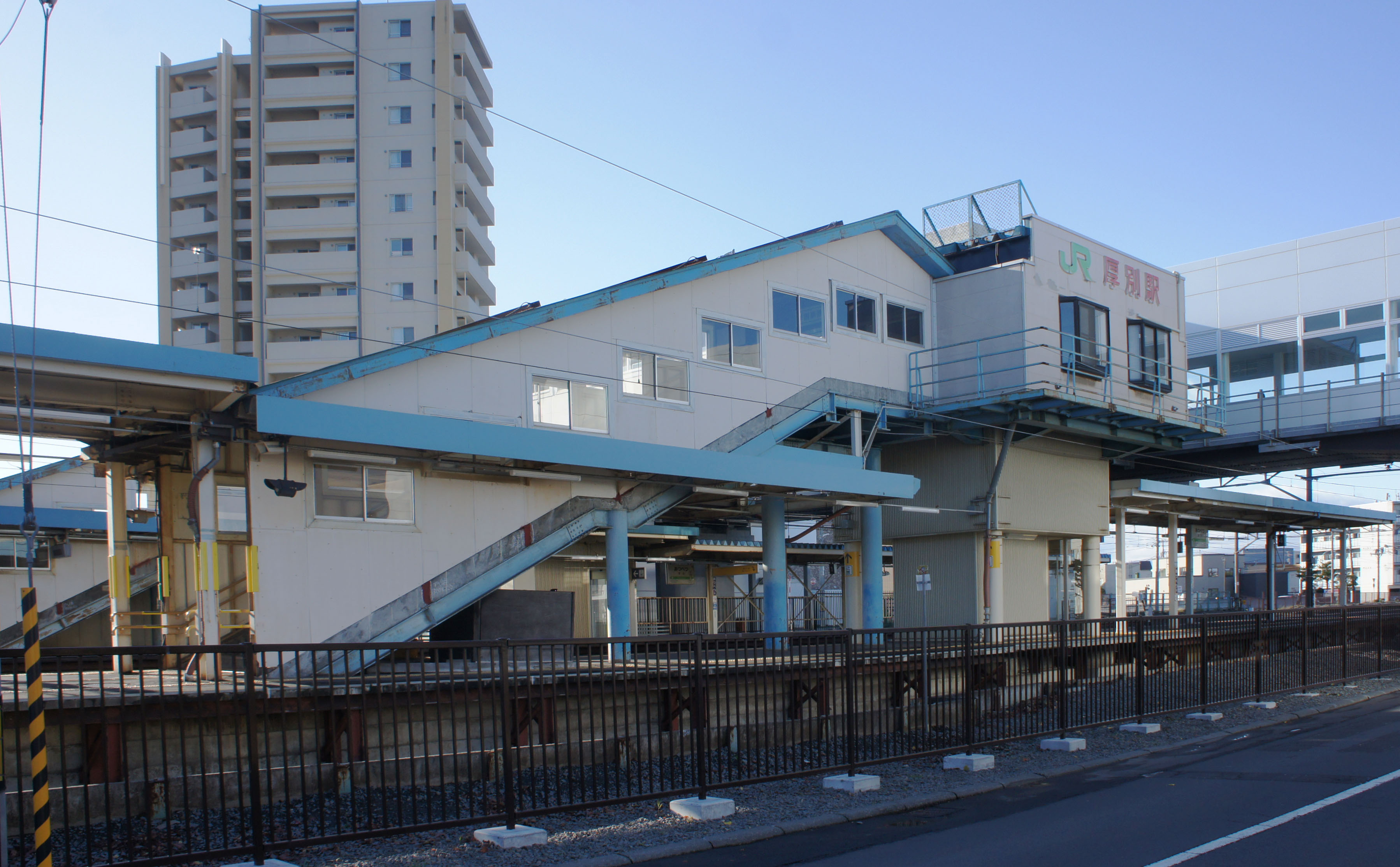
西口駅舎（2018年11月）

厚別駅（あつべつえき）は、北海道札幌市厚別区厚別中央5条4丁目にある北海道旅客鉄道（JR北海道）函館本線の駅である。駅番号はA04。電報略号はアヘ。事務管理コードは▲130127。

## 歴史

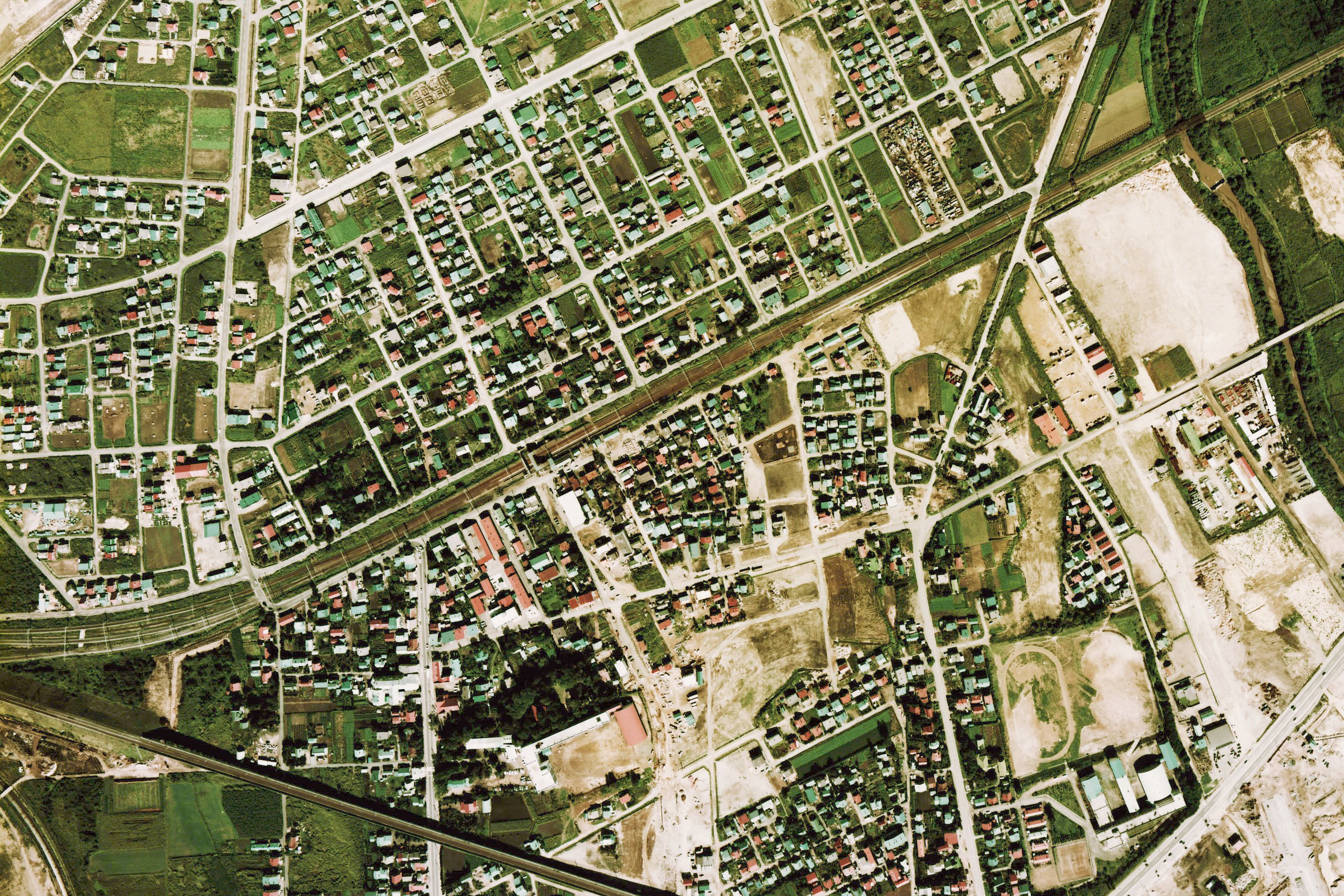
1976年の厚別駅と周囲1km×1.5km範囲。左が札幌方面。左下は千歳線の新線で、写真外右下に新さっぽろ駅があり、その周辺は造成の真最中である。ここには戦時中の1944年に旧陸軍の兵器補給廠厚別弾薬庫が設置され、写真右下の国道12号と厚別青葉通との交差部に貨物ホームが設けられて(現・本ビデオスポット付近)、厚別駅から岩見沢側へ本線と並走（この区間は現在でも線路脇の緑地帯として残る）した後、斜めに踏切を越える厚別中央通を90°のカーブの中心で横切って、本線と直角にこのホームへ向かう軍用線が敷かれていた。この写真ではその痕跡は全く残されていないが、国土地理院 地図・空中写真閲覧サービスの1948年米軍撮影航空写真 USA-R249-122 でその軌道跡を確認することができる。
駅は中線1本を間に挟む相対式ホーム2面2線で、貨物線は殆ど撤去されてしまっているが、その一部が岩見沢側駅裏に保線用として残されている。現在では逆に高速化に併せて、待避用として駅裏の副本線が復活し、島式ホームとなっている。

- 1894年（明治27年）8月1日：北海道炭礦鉄道札幌 - 野幌間に新設[1]。一般駅[1]。
- 1906年（明治39年）10月1日：北海道炭礦鉄道の鉄道路線国有化により、官設鉄道に移管[1]。
- 1967年（昭和42年）11月20日：跨線橋を新設[4]。
- 1973年（昭和48年）8月1日：貨物の取扱いを廃止[1]。
- 1978年（昭和53年）3月30日：駅舎改築[5]。
- 1985年（昭和60年）3月14日：荷物の取扱いを廃止[1]。
- 1987年（昭和62年）4月1日：国鉄分割民営化により、北海道旅客鉄道（JR北海道）の駅となる[1]。
- 1990年（平成2年）9月1日：西口改札口を開設[6]。また、同日実施のダイヤ改正に併せ、4番線（下り副本線）を新設[7]。
- 1998年（平成10年）
  - 12月7日：南口に自動改札機を設置し、供用開始[8]。
  - 12月25日：西口に自動改札機を設置し、供用開始[8]。
- 2007年（平成19年）10月1日：駅ナンバリングを実施（A04）[9]。
- 2008年（平成20年）10月25日：ICカード「Kitaca」使用開始[10]。
- 2010年（平成22年）2月27日：駅構内にエレベーターを設置[11]。
- 2018年（平成30年）
  - 5月：駅の南北を繋ぐ自由通路を架け替え[12]。
  - 11月：自由通路にエレベーターを設置[12]。
- 2021年（令和3年）度内：話せる券売機を導入[13]。

## 駅構造
単式ホーム1面1線（ホーム長：210m）と島式ホーム1面2線（ホーム長：183m）の計2面3線のホームを有する地上駅である。構内南側の単式ホームが1番線（上り主本線）、北側の島式ホームの内側が3番線（下り主本線）、外側が4番線（下り副本線）となっている。1番線と3番線の間にもホームのない線路（2番線・上下副本線）があり、上りの特急列車（当駅で上り普通列車を追い抜く列車のみ。）や下りの貨物列車の運転などに用いられる。駅構内の札幌寄りで、札幌貨物ターミナル駅に繋がる単線の貨物線（厚別連絡線）が分岐している。
2か所の改札口（南口・西口）がある。南口がある駅本屋は単式ホームに隣接する。JR北海道の社員配置駅で、みどりの窓口、自動券売機、話せる券売機、自動改札機2台が設置されている。
西口は2つのホームを繋ぐ跨線橋上にあり（橋上駅）、北海道ジェイ・アール・サービスネットに業務委託されている。出札窓口、自動券売機1台、自動改札機2台が設置されている。しかし、2023年3月18日ダイヤ改正により、西口駅員業務は廃止された。

### のりば
| 番線 | 路線      | 方向 | 行先             |
| ---- | --------- | ---- | ---------------- |
| 1    | ■函館本線 | 上り | 札幌・小樽方面   |
| 3・4 | ■函館本線 | 下り | 江別・岩見沢方面 |

（出典：JR北海道:駅の情報検索）
- 下り待避列車は4番線に発着する。

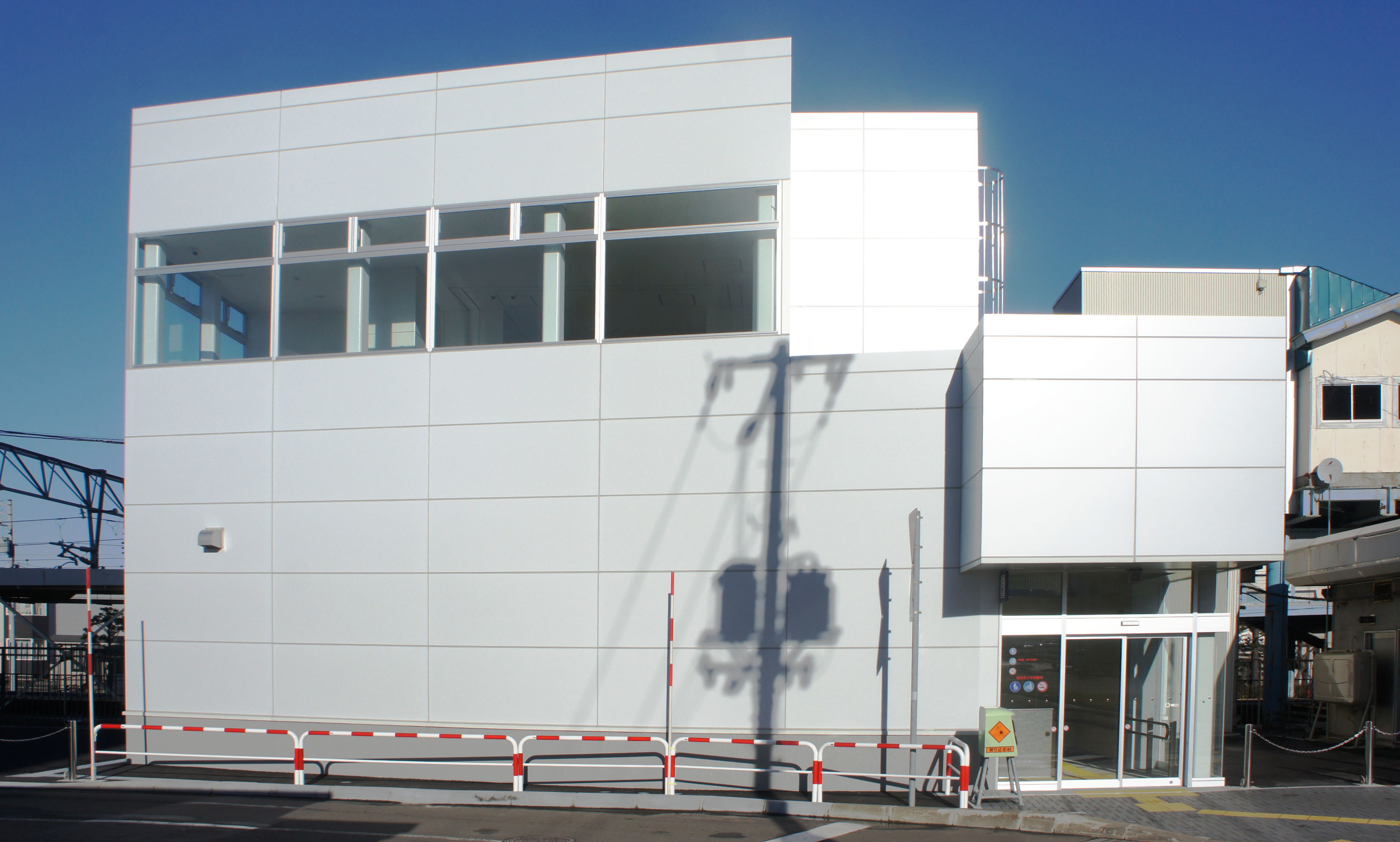
自由通路（南口） （2018年11月）
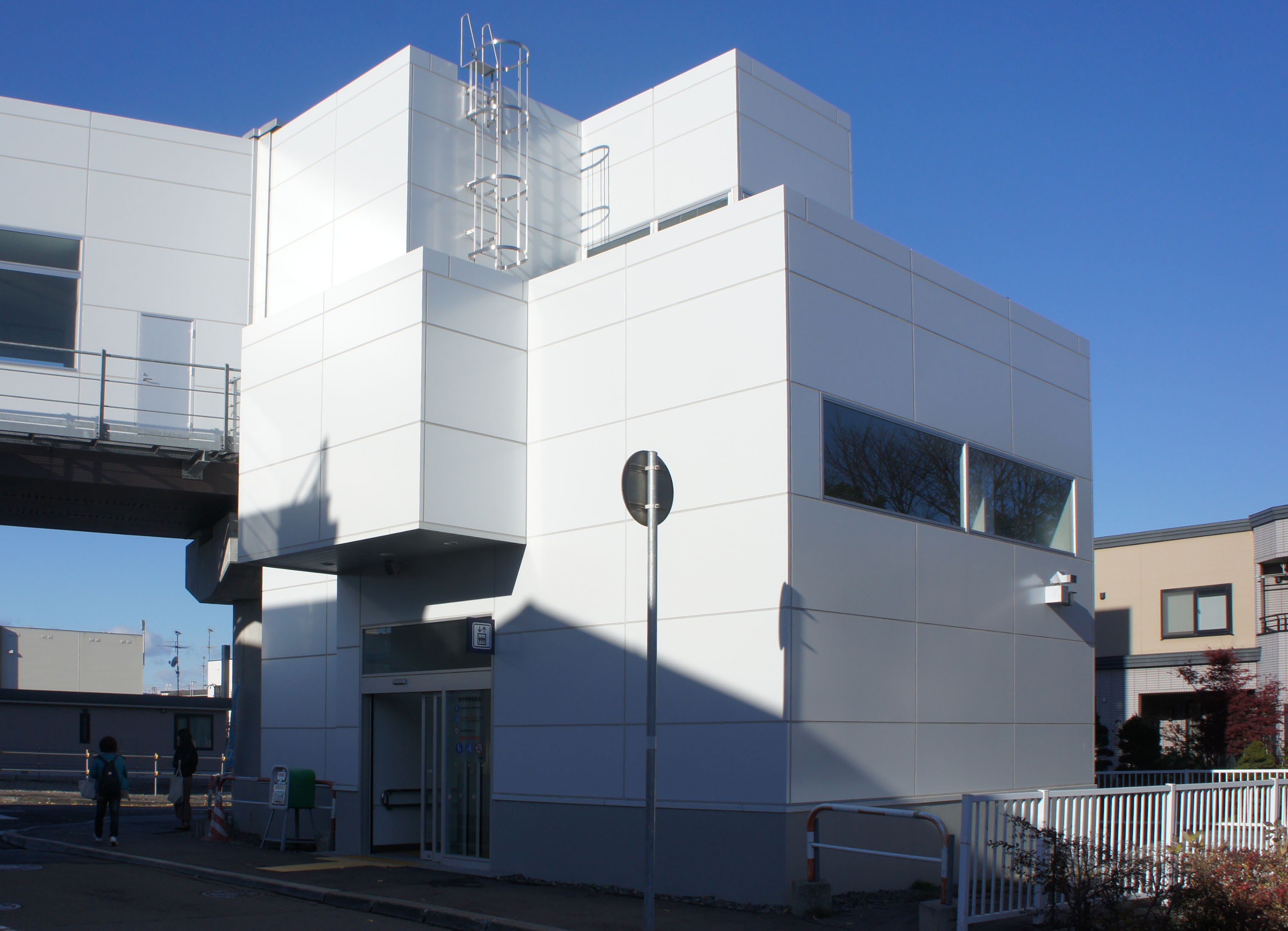
自由通路（西口） （2018年11月）
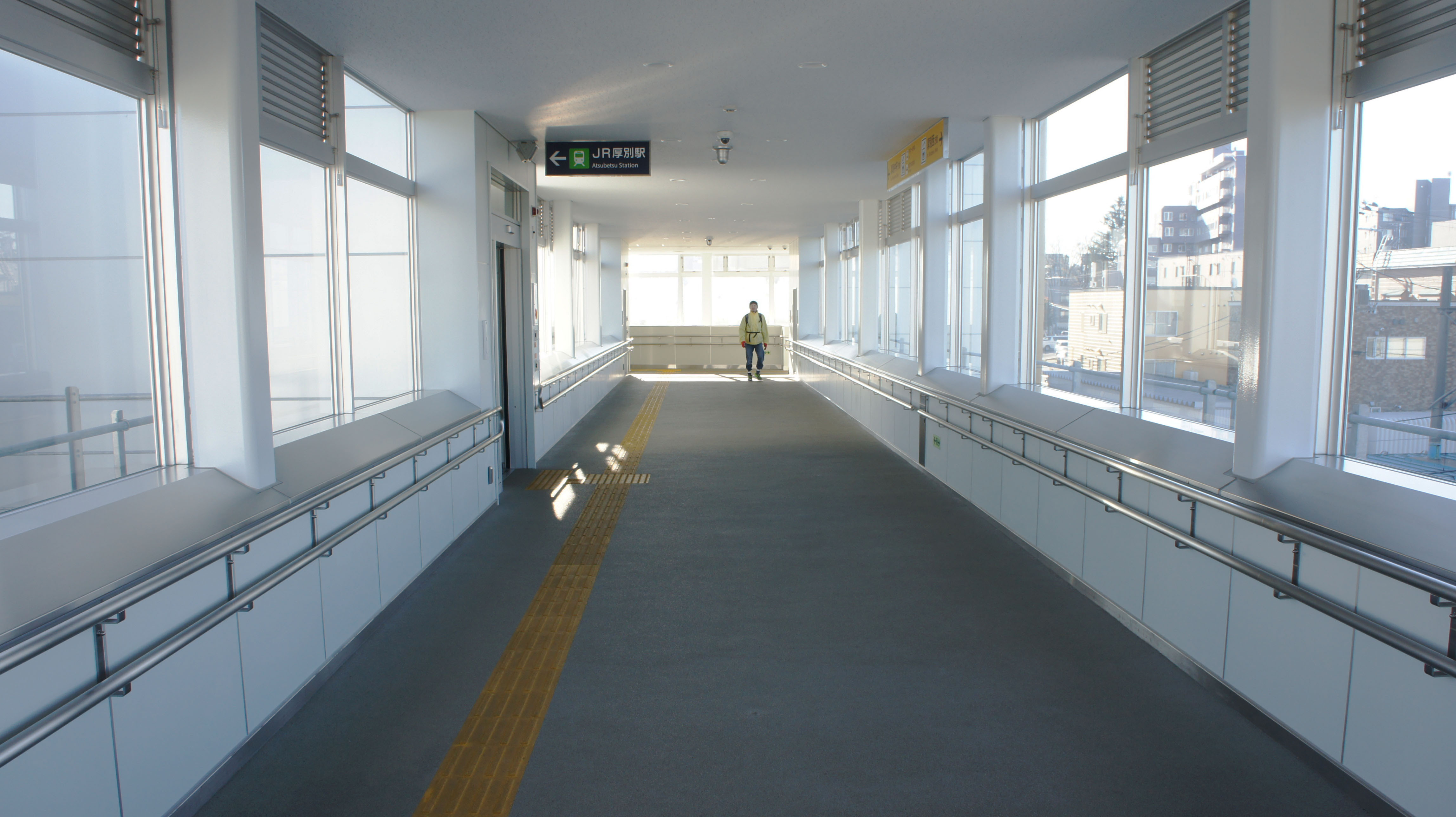
自由通路内（2018年11月）
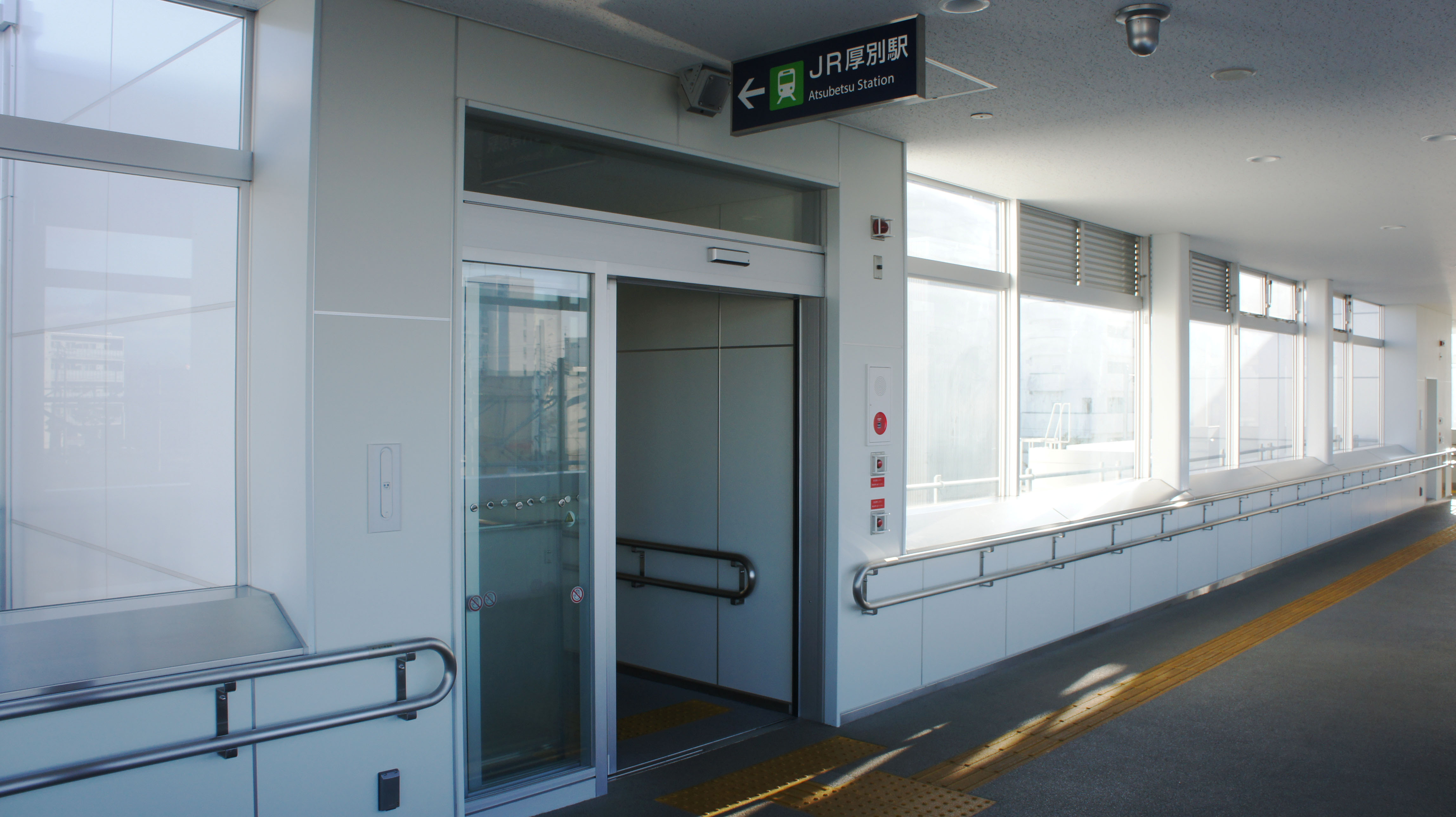
西口出入口（2018年11月）
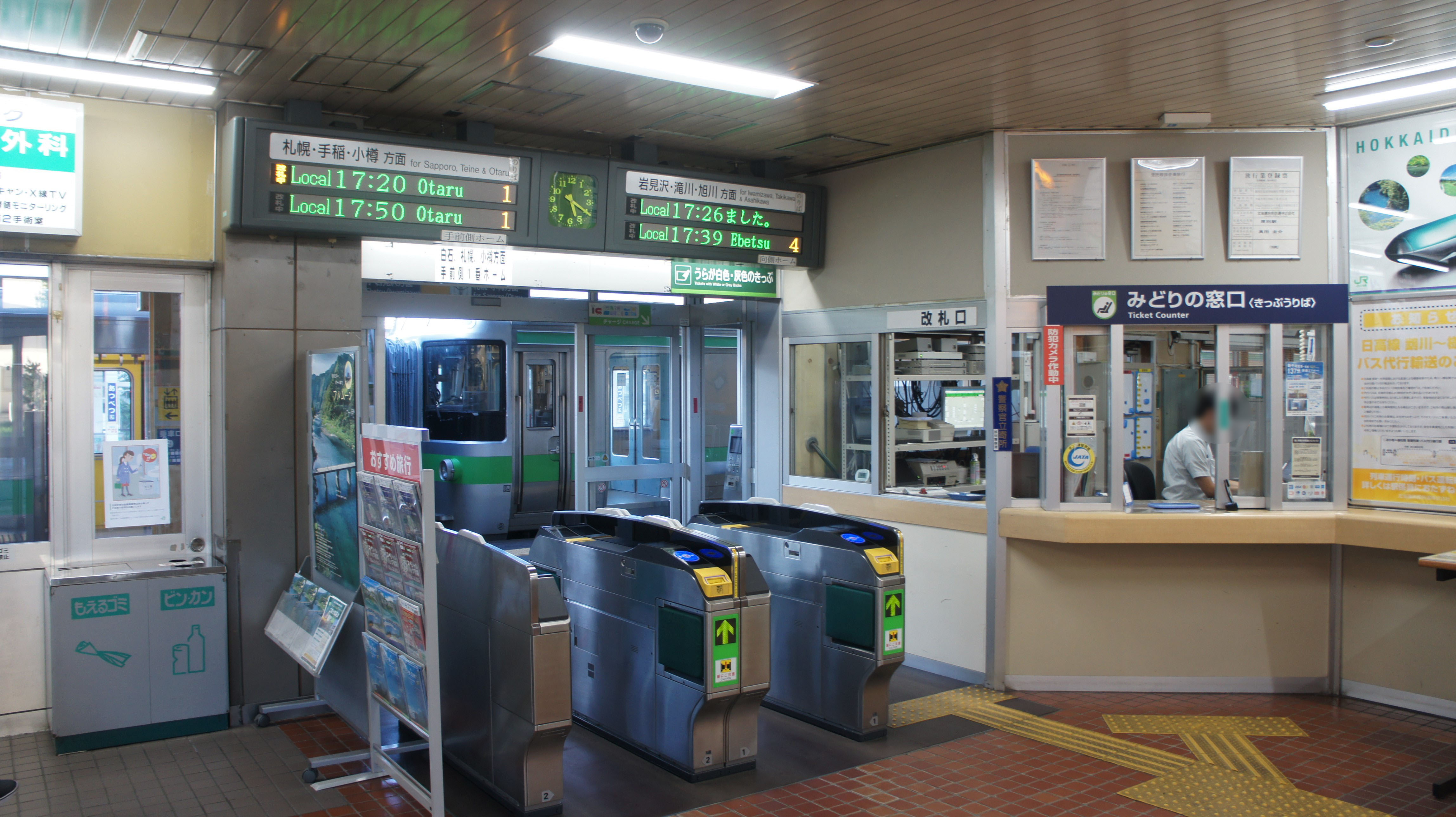
南口改札（2018年9月）
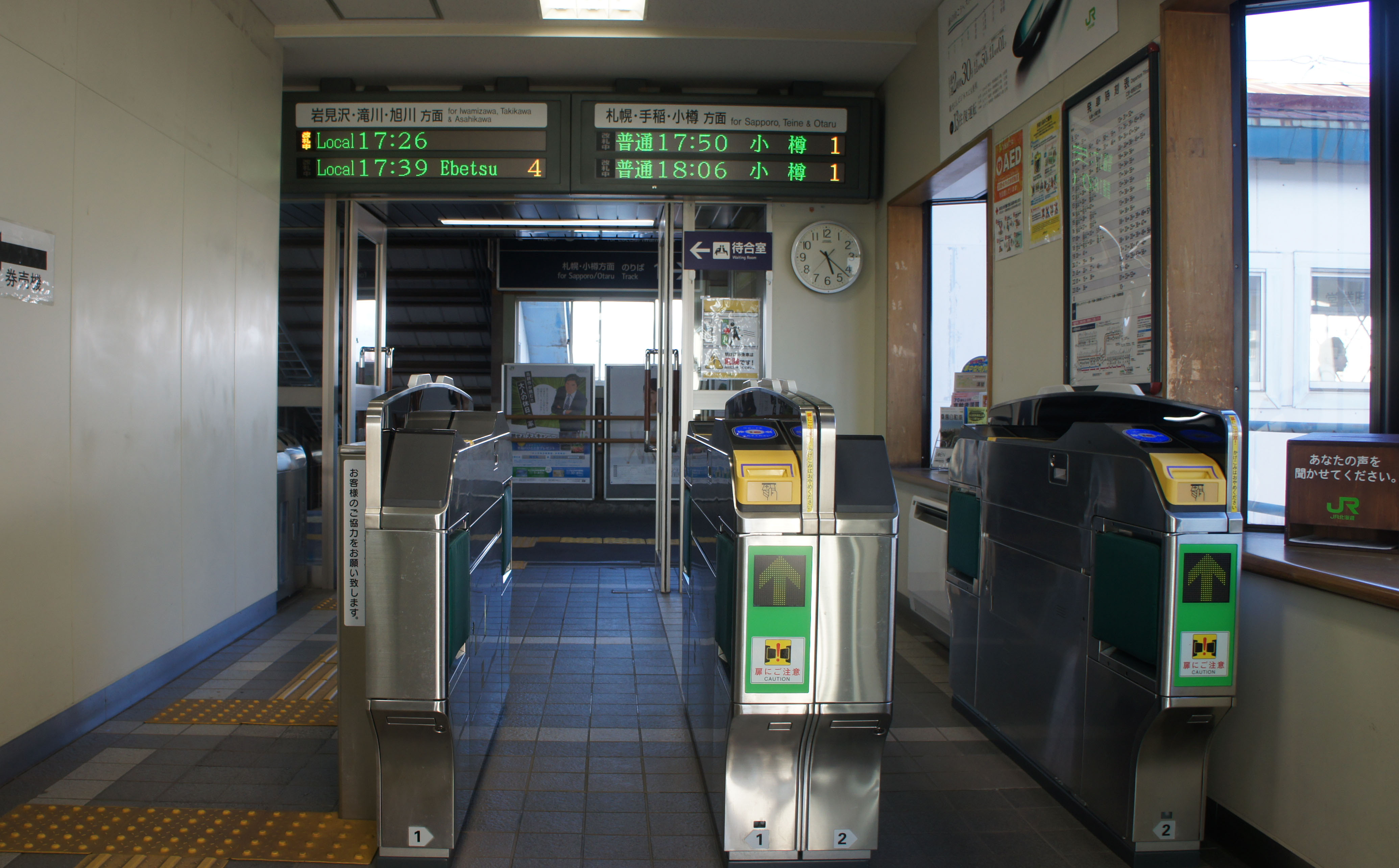
西口改札（2018年9月）
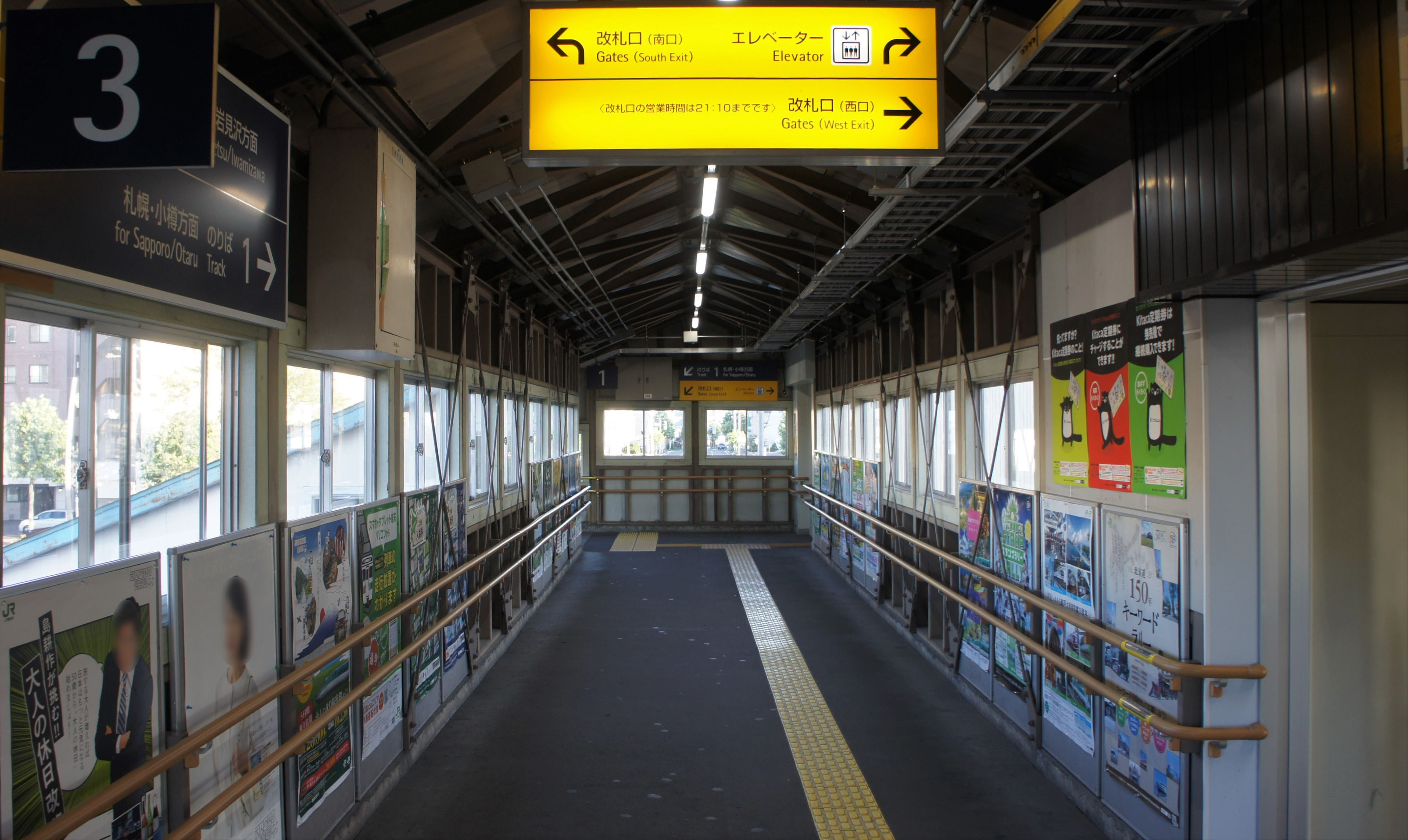
跨線橋（2018年9月）
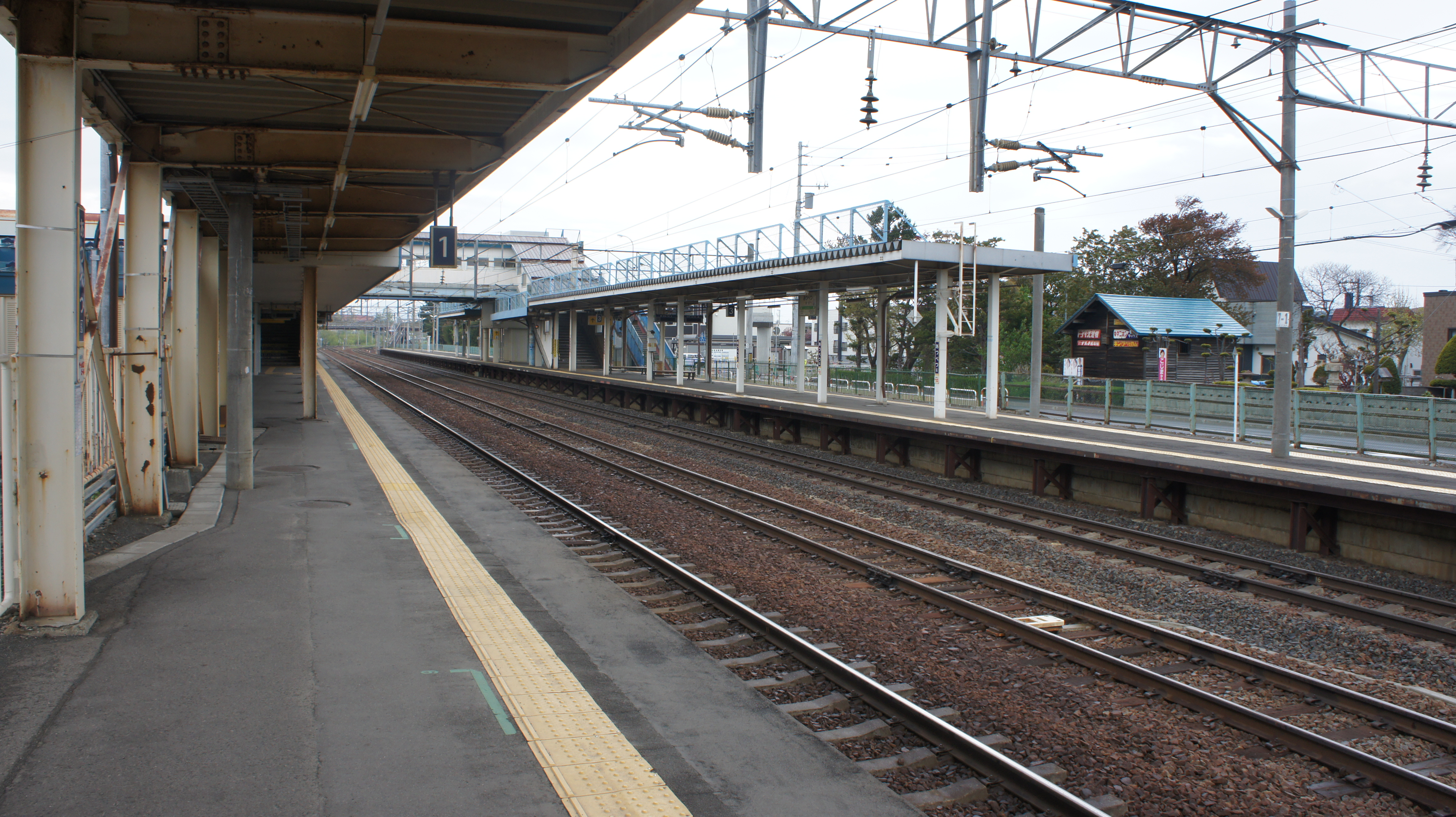
ホーム（2017年5月）

## 利用状況
2022年（令和4年）度の1日平均乗車人員は2,780人である。
近年の1日平均乗車人員の推移は以下の通りである。
| 年度               | 1日平均 乗車人員 | 出典   |
| ------------------ | ---------------- | ------ |
| 1970年（昭和45年） | 1,778            | [ 16 ] |
| ：                 |                  |        |
| 1975年（昭和50年） | 2,568            | [ 16 ] |
| ：                 |                  |        |
| 1980年（昭和55年） | 2,470            | [ 16 ] |
| ：                 |                  |        |
| 1985年（昭和60年） | 1,926            | [ 16 ] |
| ：                 |                  |        |
| 1990年（平成02年） | 2,396            | [ 16 ] |
| ：                 |                  |        |
| 1995年（平成07年） | 2,963            | [ 16 ] |
| ：                 |                  |        |
| 2000年（平成12年） | 2,602            | [ 16 ] |
| 2001年（平成13年） | 2,588            |        |
| 2002年（平成14年） | 2,567            |        |
| 2003年（平成15年） | 2,613            |        |
| 2004年（平成16年） | 2,679            | [ 16 ] |
| 2005年（平成17年） | 2,711            | [ 16 ] |
| 2006年（平成18年） | 2,816            | [ 16 ] |
| 2007年（平成19年） | 2,830            | [ 16 ] |
| 2008年（平成20年） | 2,848            | [ 16 ] |
| 2009年（平成21年） | 2,576            | [ 16 ] |
| 2010年（平成22年） | 2,864            | [ 16 ] |
| 2011年（平成23年） | 2,941            | [ 16 ] |
| 2012年（平成24年） | 2,968            | [ 16 ] |
| 2013年（平成25年） | 3,005            | [ 16 ] |
| 2014年（平成26年） | 3,070            | [ 16 ] |
| 2015年（平成27年） | 3,246            | [ 16 ] |
| 2016年（平成28年） | 3,300            | [ 16 ] |
| 2017年（平成29年） | 3,312            | [ 16 ] |
| 2018年（平成30年） | 3,270            | [ 16 ] |
| 2019年（令和元年） | 3,306            | [ 15 ] |
| 2020年（令和02年） | 2,612            | [ 15 ] |
| 2021年（令和03年） | 2,589            | [ 15 ] |
| 2022年（令和04年） | 2,780            | [ 15 ] |

## 駅周辺
厚別区役所や商業の中心地は、北海道旅客鉄道（JR北海道）千歳線新札幌駅および札幌市交通局（札幌市営地下鉄）東西線新さっぽろ駅の周辺が主である。当駅周辺はこれらの地域からはやや離れた位置にあり、完全な住宅街となっている。
- 国道12号
- 厚別警察署信濃交番
- 厚別東郵便局
- 厚別西2条郵便局
- 北門信用金庫厚別西支店
- 札幌市農業協同組合（JAさっぽろ）厚別支店
- 北海道札幌厚別高等学校
- 北海道札幌東商業高等学校
- 北海道中央バス「厚別西2条3丁目」停留所（北13条北郷通沿い）
- イオン札幌厚別ショッピングセンター
- ちびホク 厚別5条店

## バス路線
停留所名称は「JR厚別駅」。
- 厚別ふれあい循環バス対策検討会（札幌観光バス）[17][18]
  - 厚別ふれあい循環バス：ひばりが丘駅・新さっぽろ駅方面循環線

## 隣の駅
北海道旅客鉄道（JR北海道）
■函館本線
白石駅 (H03) - （貨）札幌貨物ターミナル駅 - 厚別駅 (A04) - 森林公園駅 (A05)